# Abri North Mowich Trail
 (juin 2020).
L'abri North Mowich Trail, en anglais North Mowich Trail Shelter, est un refuge de montagne américain du comté de Pierce, dans l'État de Washington. Situé dans la chaîne des Cascades, il est protégé au sein du parc national du mont Rainier. Il est inscrit au Registre national des lieux historiques depuis le 13 mars 1991.